# Rildo (futebolista)
Rildo de Andrade Felicíssimo, mais conhecido apenas como Rildo (São Paulo, 20 de março de 1989), é um ex futebolista brasileiro que atua como ponta-esquerda. Atualmente está sem clube.

## Carreira

### Início
Revelado pelo São Bernardo-SP, defendeu também o Fernandópolis e a Ferroviária, ambos do interior paulista.

### Vitória

#### 2011
Após se destacar no interior de São Paulo, o atacante foi contratado pelo Vitória em 2011. Logo em sua estreia, em janeiro, diante do Juazeiro no Adautão, Rildo marcou o gol que deu números finais a vitória do Leão da Boa Terra por 3–1, válida pelo Campeonato Baiano. No Vitória, Rildo rapidamente se tornou um dos "xodós" da torcida, pelo seu estilo de jogo, que inclui muitos dribles. No mês seguinte, marcou seu primeiro gol em Ba-Vis, dando números finais ao triunfo por 3–0 sobre o arquirrival no Barradão, em um jogo novamente válido pelo estadual; contribuiu também com uma assistência para o gol de Elkeson, sendo o grande nome da vitória rubro-negra no clássico. Marcou ainda mais três gols no estadual baiano, mas viu seu time ser surpreendido pelo Bahia de Feira na final do torneio, sendo vice-campeão após a derrota de 2–1 em pleno Barradão.
Pela Série B, marcou novamente diante de um rival nordestino, dessa vez o Sport, dando números finais a vitória do clube baiano por 2–0 no Barradão. Em 30 de julho, diante do Boa Esporte no Barradão, em um jogo novamente válido pela Série-B, o jogador chamou a atenção negativamente, após tentar agredir o árbitro Cláudio Francisco Lima e Silva, depois de receber um cartão amarelo; em seguida, foi expulso e recebeu uma suspensão de 90 dias do Superior Tribunal de Justiça Desportiva. Retornou somente na última rodada da competição, em um triunfo por 2–1 sobre o ASA, no Fumeirão, quando o Vitória não tinha mais chances de acesso e estava apenas cumprindo tabela.

#### 2012
Em 2012 começou a temporada como titular, mas perdeu a posição após oscilar tecnicamente, tendo sequer entrado em algumas partidas. Insatisfeito com a reserva no Vitória, no dia 6 de junho acertou com a Ponte Preta. Estima-se que foi desembolsado cerca de R$ 300 mil reais.

### Ponte Preta

#### 2012
Fez sua estreia pela Macaca, entrando aos 26 minutos da etapa final, na vitória por 2–1 sobre o Botafogo no Engenhão, válida pelo Brasileirão. A partir de então, Rildo alternou entre a equipe titular e o banco de reservas, porém sempre entrando no decorrer dos jogos quando não começava jogando. Marcou seu primeiro gol pela equipe de Campinas – e primeiro gol válido por uma Série A de Campeonato Brasileiro – na vitória por 2–1 sobre o Náutico no Moisés Lucarelli.

#### 2013
Marcou seu primeiro gol em 2013 na vitória por 3–0 sobre o Itabaiana-SE no Tremendão, em partida válida pela Copa do Brasil. Marcou novamente na vitória por 3–1 sobre o Bragantino, no Estádio Nabi Abi Chedid, pelo Campeonato Paulista.
No Campeonato Brasileiro, marcou novamente em uma vitória sobre o Náutico válida pelo certame nacional, desta vez por 3–1 na Arena de Pernambuco. No mesmo mês, marcou o gol da vitória por 1–0 sobre o Santos no Moisés Lucarelli, também válida pelo Brasileirão. Disputou sua primeira partida internacional na carreira, diante do Deportivo Pasto-COL, quando sua equipe saiu com a vitória por 2–0 no Moisés Lucarelli, válida pela Copa Sul-Americana,Predefinição:Carece de fonts competição essa em que a sua equipe foi finalista, após eliminar potencias do continente como Vélez Sársfield e São Paulo, perdendo porém para uma equipe mais modesta na final: o Lanús; após empate em casa e derrota na Argentina. No Campeonato Brasileiro, a equipe de Campinas foi rebaixada para a Série-B. Ainda assim, Rildo foi um dos destaques e despertou o interesse do Santos.

### Santos
Em janeiro de 2014 o atacante foi emprestado ao Santos, com um contrato de duração de um ano. Na sua estreia pelo Peixe, Rildo fez a jogada para o quinto gol da goleada por 5–1 sobre o Botafogo-SP na Vila Belmiro, válida pelo Campeonato Paulista. Marcou seu primeiro gol pelo Santos, na goleada por 5–2 sobre o Mogi Mirim no Estádio Vail Chaves, válida pelo Paulistão;Predefinição:Carece de fonts porém, na final do torneio – que foi para a disputa por pênaltis – diante do Ituano, Rildo desperdiçou sua cobrança mandando a bola na trave, e viu sua equipe ser vice-campeã após seu companheiro Neto também desperdiçar um penal. Depois constatou-se que o jogador bateu o pênalti no sacrifício, pois já estava sentido dores de uma entorse no tornozelo direito. Na reapresentação, foi diagnosticado ainda com um estiramento no músculo adutor da coxa esquerda, que o deixou de fora dos gramados por três meses.
Recém recuperado de lesão, Rildo disputou um jogo-treino contra o Hortolândia, quando ele e o jogador Denílson partiram para a briga após uma entrada dura do atleta do interior paulista. Os dois foram expulsos de campo, e a partida terminou com vitória santista por 4–0. No seu terceiro jogo após o retorno de lesão, Rildo marcou o gol que abriu o placar da vitória por 3–0 sobre a Chapecoense na Vila Belmiro, válida pelo Campeonato Brasileiro. Três jogos depois, Rildo deu números finais a vitória por 2–0 sobre o Londrina, também na Vila Belmiro, só que desta vez em partida válida pela Copa do Brasil. Ainda pela Copa do Brasil, o atacante marcou um gol no empate em 3–3 com o Cruzeiro na Vila Belmiro, porém sua equipe foi eliminada da competição, pois havia perdido o jogo de ida por 2–1 no Mineirão.
No Alvinegro Praiano, Rildo não conseguiu uma sequencia como titular, pois disputava posição com jogadores como Robinho e Gabigol, porém foi uma espécie de 12º jogador, entrando sempre no decorrer das partidas.

### Retorno a Ponte Preta
Em seu retorno a Macaca, Rildo obteve grande destaque, marcando quatro gols em dez jogos; o primeiro deles no empate em 1–1 com o Botafogo-SP no Santão, válido pelo Paulistão; o segundo deles na vitória por 3–1 sobre o seu ex-clube Santos, no Moisés Lucarelli, novamente válido pela competição estadual; o terceiro deles no jogo seguinte, diante do Vilhena-RO, quando a Ponte saiu com a vitória por 3–0 no Moisés Lucarelli, válida pela Copa do Brasil; e o quarto deles no empate em 3–3 com o Grêmio na Arena do Grêmio, válido pelo Campeonato Brasileiro.Predefinição:Carece de fonts Após o destaque, Rildo novamente despertou o interesse de grandes clubes, entre eles o Corinthians.

### Corinthians

#### 2015
Em 21 de junho, o atacante acertou empréstimo com o Corinthians até o fim de 2016. Rildo estreou pelo Corinthians na vitória por 2–0 sobre o Atlético Paranaense na Arena Corinthians, válida pelo Brasileirão.Predefinição:Carece de fonts No Timão, devido a concorrência de Malcom, o atacante foi novamente uma espécie de 12º jogador (assim como no rival Santos), entrando sempre no decorrer de todas as partidas; porém, no mês de setembro, quando recebeu sua segunda oportunidade como titular contra o Joinville na Arena Corinthians, logo aos 5 minutos de jogo, Rildo caiu de mal jeito e sofreu uma lesão no ombro que o deixou de fora do restante da temporada.

#### 2016
Devido a outras lesões e intervenções cirúrgicas, o prazo para o retorno de Rildo durou muito mais do que o esperado. O jogador voltou aos gramados somente no mês de julho, entrando no segundo tempo do jogo diante do Flamengo na Arena Corinthians, válido pelo Brasileirão; e com apenas três minutos em campo, Rildo marcou um belo gol de voleio, sendo o terceiro do Corinthians no jogo, que ainda veio a marcar mais um, fechando a goleada por 4–0. Na comemoração, Rildo caiu no campo chorando, e todos os seus companheiros foram abraçá-lo. Apesar do gol, Rildo foi pouco aproveitado no restante da temporada, jogando apenas mais oito jogos (nenhum deles como titular), e marcando um gol, na derrota por 4–2 para o Cruzeiro no Mineirão, quando entrou aos 45 minutos da etapa final e marcou o gol com apenas um minuto em campo, porém não conseguiu evitar a eliminação de sua equipe da Copa do Brasil.

### Coritiba
Para a temporada de 2017, Rildo foi emprestado ao Coritiba no dia 1 de janeiro. Logo na pré-temporada, Rildo já foi utilizado como titular. Fez sua estreia na vitória por 1–0 sobre o Paraná, no Couto Pereira, válida pelo Campeonato Paranaense. Em seu quinto jogo pela equipe, diante do J.Malucelli, no Couto Pereira, o atacante sofreu novamente uma lesão e foi substituído aos 13 minutos do segundo tempo. A lesão deixou o jogador de fora do restante do Estadual.
Retornou na terceira rodada do Brasileirão, marcando o gol que deu a vitória ao Coxa por 1–0 sobre o seu ex-clube Vitória, na Arena Fonte Nova; sendo este um belo gol de letra. Ao longo do certame nacional, Rildo permaneceu como titular absoluto, disputando mais 33 partidas e marcando mais cinco gols; dois deles na goleada por 4–1 sobre o Avaí na Ressacada; o terceiro deles na vitória por 2–0 sobre a Chapecoense no Couto Pereira; o quarto deles no empate em 1–1 sobre o seu antigo rival dos tempos de Vitória: o Bahia, na Arena Fonte Nova; e o quinto deles no empate em 1–1 com o Vasco da Gama, no Maracanã.Predefinição:Carece de fonts Apesar do bom desempenho na competição, Rildo não conseguiu evitar o rebaixamento de sua equipe para a Série-B do Brasileirão, ainda assim despertou o interesses de grandes clubes como Vasco e Botafogo.

### Vasco da Gama
Em dezembro de 2017 foi anunciado como novo reforço do Vasco para a temporada 2018. Fez sua estreia na derrota por 2–1 para a Cabofriense em Bacaxá, válida pelo Campeonato Carioca de 2018, saindo de campo machucado quando o placar do jogo ainda estava em 1–1. Em sua primeira partida de Copa Libertadores na carreira, Rildo marcou o seu primeiro gol pela equipe carioca, sendo o quarto da goleada por 4–0 sobre a Universidad Concepción no Municipal de Concepción. Novamente pela competição continental, o atacante fechou mais uma goleada por 4–0, dessa vez sobre o Jorge Wilstermann em São Januário. Porém, no jogo de volta no Estádio Olímpico Patria, o Cruzmaltino sofreu com a altitude de Sucre e teve a goleada por 4–0 devolvida pela equipe boliviana, o que levou a decisão para as penalidades, quando Rildo perdeu o quinto pênalti da equipe carioca; entretanto, Martín Silva defendeu três cobranças e classificou o Vasco para a próxima fase, salvando a pele do atacante.
No dia 3 de maio, o jogador recebeu a punição definitiva do Tribunal de Justiça Desportiva de cinco jogos de suspensão no Campeonato Carioca de 2019, reduzindo a pena anterior de 180 dias em virtude de uma jogada violenta que resultou na fratura da perna do meia João Paulo, da equipe do Botafogo, em jogo válido pelo Campeonato Carioca de 2018.
No Vasco, Rildo teve algumas lesões que atrapalharam a sua temporada no clube, o que acabou fazendo com que o jogador não se firmasse na equipe. Sendo assim, acertou sua rescisão amigável no dia 1 de março de 2019.

### Chapecoense
Após rescindir com o Vasco, foi anunciado pela Chapecoense no dia 4 de março de 2019. Deixou a equipe em junho, tendo marcado três gols em 10 partidas.

### Daegu
Em 28 de junho de 2019, após apenas três meses atuando pela equipe catarinense, Rildo recebeu uma proposta do Daegu, da Coreia do Sul, que foi aceita pelo atacante.

### Avaí
Em 11 de dezembro de 2019, após uma passagem curta pela Coreia do Sul, o atleta é anunciado como novo reforço do Avaí.
Em 26 de abril de 2021, a diretoria do Avaí anuncia a rescisão de contrato. Ao todo, atuou em 21 partidas e marcou 4 gols.

### Paysandu
Em 13 de julho de 2021, foi anunciado como novo reforço do Paysandu.
Em 26 de outubro de 2021, a diretoria do Paysandu anuncia a rescisão de contrato. Ao todo, atuou em 13 partidas e marcou 3 gols.

### Taubaté
Em 27 de janeiro de 2023, acertou com o Taubaté para a disputa da Série A2 do Campeonato Paulista.
Em 21 de fevereiro de 2023, a diretoria do Taubaté anuncia a rescisão de contrato. Ao todo, atuou em 6 partidas e deixou o clube sem marcar gols.

## Estatísticas
Atualizadas até 10 de julho de 2019
| Clube         | Temporada | Campeonato nacional | Campeonato nacional | Copa nacional[a] | Copa nacional[a] | Competições continentais[b] | Competições continentais[b] | Outros torneios[c] | Outros torneios[c] | Total | Total |
| Clube         | Temporada | Jogos               | Gols                | Jogos            | Gols             | Jogos                       | Gols                        | Jogos              | Gols               | Jogos | Gols  |
| ------------- | --------- | ------------------- | ------------------- | ---------------- | ---------------- | --------------------------- | --------------------------- | ------------------ | ------------------ | ----- | ----- |
| Fernandópolis | Total     | —                   | —                   | —                | —                | —                           | —                           | —                  | —                  | 25    | 9     |
| Ferroviária   | Total     | —                   | —                   | —                | —                | —                           | —                           | —                  | —                  | 29    | 11    |
| Vitória       | 2011      | 11                  | 1                   | 2                | 0                | —                           | —                           | 18                 | 5                  | 31    | 6     |
| Vitória       | 2012      | 2                   | 0                   | 3                | 0                | —                           | —                           | 10                 | 0                  | 15    | 0     |
| Vitória       | Total     | 13                  | 1                   | 5                | 0                | —                           | —                           | 28                 | 5                  | 46    | 6     |
| Ponte Preta   | 2012      | 23                  | 1                   | —                | —                | —                           | —                           | —                  | —                  | 23    | 1     |
| Ponte Preta   | 2013      | 28                  | 2                   | 3                | 2                | 7                           | 0                           | 8                  | 0                  | 46    | 4     |
| Ponte Preta   | Total     | 51                  | 3                   | 3                | 2                | 7                           | 0                           | 8                  | 0                  | 69    | 5     |
| Santos        | 2014      | 22                  | 1                   | 6                | 2                | —                           | —                           | 13                 | 1                  | 41    | 4     |
| Santos        | Total     | 22                  | 1                   | 6                | 2                | —                           | —                           | 13                 | 1                  | 41    | 4     |
| Ponte Preta   | 2015      | 2                   | 1                   | 1                | 1                | —                           | —                           | 7                  | 2                  | 10    | 4     |
| Ponte Preta   | Total     | 2                   | 1                   | 1                | 1                | —                           | —                           | 7                  | 2                  | 10    | 4     |
| Corinthians   | 2015      | 12                  | 0                   | 0                | 0                | —                           | —                           | 1                  | 0                  | 13    | 0     |
| Corinthians   | 2016      | 7                   | 1                   | 2                | 1                | —                           | —                           | —                  | —                  | 9     | 2     |
| Corinthians   | Total     | 19                  | 1                   | 2                | 1                | —                           | —                           | 1                  | 0                  | 22    | 2     |
| Coritiba      | 2017      | 34                  | 6                   | 1                | 0                | —                           | —                           | 4                  | 0                  | 39    | 6     |
| Coritiba      | Total     | 34                  | 6                   | 1                | 0                | —                           | —                           | 4                  | 0                  | 39    | 6     |
| Vasco da Gama | 2018      | 5                   | 0                   | —                | —                | 7                           | 2                           | 9                  | 1                  | 21    | 3     |
| Vasco da Gama | 2019      | 0                   | 0                   | —                | —                | 0                           | 0                           | 1                  | 0                  | 1     | 0     |
| Vasco da Gama | Total     | 5                   | 0                   | —                | —                | 7                           | 2                           | 10                 | 1                  | 2     | 3     |
| Chapecoense   | 2019      | 4                   | 2                   | 1                | 1                | —                           | —                           | 5                  | 0                  | 10    | 3     |
| Chapecoense   | Total     | 4                   | 2                   | 1                | 1                | —                           | —                           | 5                  | 0                  | 10    | 3     |
| Daegu         | 2019      | 1                   | 0                   | 0                | 0                | 0                           | 0                           | —                  | —                  | 1     | 0     |
| Daegu         | Total     | 1                   | 0                   | 0                | 0                | 0                           | 0                           | —                  | —                  | 1     | 0     |
| Total         | Total     | 151                 | 15                  | 19               | 7                | 14                          | 2                           | 76                 | 9                  | 314   | 53    |

- a. ^ Jogos da Copa do Brasil
- b. ^ Jogos da Copa Sul-Americana e Copa Libertadores da América
- c. ^ Jogos de campeonatos estaduais e torneios amistosos

## Títulos
Ponte Preta
- Campeonato Paulista do Interior: 2013

Corinthians
- Campeonato Brasileiro: 2015

Coritiba
- Campeonato Paranaense: 2017

Vasco da Gama
- Taça Guanabara: 2019

### Campanhas de destaque
Ponte Preta
- Copa Sul-Americana: 2013 (vice-campeão)